# Lanfang, Guangdong
Lanfang (kinesiska: 蓝坊) är en köping i sydöstra Kina. Den ligger i Jiaoling härad i staden Meizhou i provinsen Guangdong, omkring 340 kilometer nordost om provinshuvudstaden Guangzhou. Antalet invånare är 12 135. Befolkningen består av 6 025 kvinnor och 6 110 män. Barn under 15 år utgör 14,0 %, vuxna 15-64 år 68 %, och äldre över 65 år 16,0 %.